# Silvio Micali
Silvio Micali (Palermo, 13 de octubre de 1954) es un informático italiano que es profesor del Instituto Tecnológico de Massachusetts (MIT) desde 1983 y trabaja en el MIT Computer Science and Artificial Intelligence Laboratory.  Su investigación se concentra en teoría de criptografía y seguridad de la información.

## Biografía
Micali se licenció en Matemáticas en La Sapienza de Roma en 1978 y se doctoró en informática en la Universidad de California en Berkeley en 1982; su director de tesis fue Manuel Blum.
Micali es conocido sobre todo por sus primeros trabajos en criptografía de clave pública, funciones pseudoaleatorias, firmas digitales, transferencia inconsciente y computación segura; además, es uno de los coinventores de las pruebas de conocimiento cero.

## Reconocimientos
Micali ha sido galardonado con el Premio Gödel en 1993. En 2007 fue elegido miembro de la Academia Nacional de Ciencias de Estados Unidos y como 'fellow' de la Asociación Internacional para la Investigación Criptológica (IACR). También es miembro de la National Academy of Engineering y la Academia Americana de las Artes y las Ciencias. Obtuvo el Premio Turing en 2012 junto con Shafi Goldwasser por su trabajo que sentó las bases teóricas de la ciencia de la criptografía y nuevos métodos para el control eficaz de las pruebas matemáticas en la teoría de la complejidad computacional. En 2017 fue galardonado con el Premio Fundación BBVA Fronteras del Conocimiento, en la categoría de Tecnologías de la Información y la Comunicación.